# Mausoleo del cardinale De Braye
Il mausoleo del cardinale Guillaume De Braye è un monumento funebre scolpito da Arnolfo di Cambio verso il 1282 e collocato da allora nella chiesa di San Domenico a Orvieto.

## Storia e descrizione
Fa parte di un complesso architettonico oggi molto trasformato, che inaugurò una tipologia sepolcrale usata in seguito fino al Rinascimento. La nuova caratteristica era dovuta al fatto che il catafalco era accostato alla parete ed era sormontato da un baldacchino. Anticamente era coronato da una cuspide sostenuta da colonne tortili e decorata da pinnacoli, che conteneva i tre gruppi statuari minori ancora presenti (la Madonna col Bambino e i Santi Marco e Domenico), a loro volta un tempo ospitati sotto una cuspide, secondo un ritmo ascensionale che simboleggiava l'elevazione dell'anima verso il paradiso. 
Particolarmente notevole è il realismo con il quale è scolpito il volto del cardinale morto, tanto da far credere che Arnolfo si sia basato su maschera funebre modellata direttamente sul volto. Si era ipotizzato che la posa solenne della Vergine sia derivata da un modello antico di una Giunone o Serapide: in effetti durante un recente restauro si è scoperto che si trattava di una scultura antica originale integrata con parti nuove. Da una statua romana dell'Abbondanza Arnolfo aveva infatti eliminato la cornucopia e poi inserito la figura del Bambino. Oltre all'aggiunta del bambino, l'intervento sulla statua da parte di Arnolfo di Cambio si esplica nella parte inferiore delle gambe e dei piedi e con la rimodellazione della testa. Il risultato finale è una figura che sembra perdere massa a favore di un linearismo gotico.
Si può anche notare già in questa opera come Arnolfo preferisse composizioni essenziali (per esempio si vede nel panneggio semplificato delle cortine di stoffa), con poche statue di grandi dimensioni collocate nei punti focali e con un netto stacco tra luce ed ombra derivato dalla relativa semplicità della cornice architettonica. Nel monumento si trovano anche incrostazioni a intarsi marmorei policromi tipici dello stile cosmatesco.